# Ius gentium
O Ius gentium ou jus gentium em latim traduzido por "direito das gentes" ou "direito dos povos", compunha-se das normas de direito romano que eram aplicáveis aos povos peregrinos ou estrangeiros, em contraposição ao ius civile, isto é, o conjunto de instituições jurídicas aplicáveis aos cidadãos romanos. Os antigos romanos permitiam que os estrangeiros invocassem determinadas regras do direito romano de modo a facilitar as relações entre singulares, coletividades ou povos, particularmente para resolver as desavenças comercias. Esses assuntos eram avaliados por um pretor dito peregrino.
Na atualidade, a expressão costuma ser utilizada como sinónimo de "direito internacional".

## História
A primeira "norma" jurídica e religiosa a regular as relações entre Roma e os "outros" povos e reis, foi a ius fetiale. Os sacerdotes feciais por meio de rituais, tratavam da guerra (declaração, procedimento) e da paz (tradados (foedera), compensações de danos como do pedido de reféns em garantia...) Podemos entre outra normas citar os conceitos  na ius fetiale de reparação pelas agressões sofridas e a inviolabilidade dos embaixadores.
A atividade dos feciais, que se iniciou no período régio, ganhou particular relevo com a expansão romana no Lácio e depois em toda a península, sendo uma referência normativa nas relações externas de Roma durante o período republicano, mas embora se mantenha até ao século II, entra em declínio no final da república, com o desenvolvimento do ius gentium, menos ritualizado.
A origem do "direito das gentes" ocorre entre os século III e II a.C. por duas circunstâncias: a internacionalização de Roma devido à expansão política e económica e a criação da estrutura unipessoal da pretoria, a única das magistraturas que não tinha sido colegiada depois das Leges Liciniae-Sextiae (também chamada Lei Licínia).
O ius gentium preencheu o vazio jurídico existente em relação aos estrangeiros (chamados peregrinos ), uma vez que os tratados com cidades estrangeiras não lhes conferiam proteção, desta forma, os estrangeiros não eram regulamentados pelo ius civile (direito civil). Com o aumento do fluxo, dos tratados comercias, e das ocorrências jurídicas com os peregrinos foi criado no ano de 242 a.C a magistratura do praetor qui inter peregrinos ius dicit (pretor que administra a justiça entre estrangeiros) ou pretor peregrino, que resolvia os casos em que intervinham exclusivamente peregrinos , a-par do Praetor Urbanus, dedicado a julgar assuntos relativos a cidadãos romanos.  Assim, as relações comerciais obrigaram à criação do precedente do  direito contratual, um direito ultra citroque obligatio (que vincula ambas as partes), do qual nasce o ius gentium. Deve-se notar que o pretor peregrino tinha uma ampla liberdade de ação em comparação  ao formalismo do ius civile. O direito das gentes tornou-se uma espécie de direito comum dos povos, confundindo-se provisoriamente com a noção de direito natural herdada dos gregos.
Com as relações patrimoniais inter vivos, de extrema importância para o comércio romano, o rigoroso formalismo romano foi abandonado, substituindo-o pelo flexível direito das gentes. Disto surgirão contratos desprovidos de formas solenes como o contrato de empréstimo, depósito, penhor, venda, arrendamento, parceria e mandato; bem como aquisições de propriedades por tradição, ocupação e adesão e regras de parentesco entre parentes consanguíneos.
Já em meados do século V e sob a influência do sofista grego Antífona, alguns juristas começaram a considerar o homem como livre por natureza, tomando assim a escravatura e o seu comércio como ius gentium mas não como ius naturale. Daí a separação entre o direito natural que considerava o homem livre por nascimento e o direito das gentes, considerando-o como consuetudinário, mas não como algo natural.
Em épocas pós-clássicas, o ius gentium se referia ao direito público (ius publicum), sobre tudo nos casos de guerras, que eram a principal causa de escravidão nesses tempos.
Após o Constitutio de Caracalla (212 d.C.), o ius gentium e o ius civile tenderam a confundir-se, visto que os peregrini (estrangeiros) do império romano tornaram-se cidadãos romanos. Paradoxalmente, nas Institutiones de Justiniano observa-se a ampliação das normas do ius gentium, desvinculado da noção de aplicação aos estrangeiros mas em clara oposição ao conceito de ius naturale.

## Conceito
| “ | "Todos os povos são regidos por leis e costumes, e usam em parte o seu próprio direito e em parte o direito comum a todos os homens; pois o direito que cada povo estabelece para si é seu, e chama-se ius civil, direito civil (...); Por outro lado, aquilo que a razão natural estabelece entre todos os homens, e é uniformemente observado entre todos os povos, é chamado de ius gentium, direito das gentes, como se disséssemos que é a lei usada por todas as nações. | ” |
|   | — Gaio (Inst. 1,1). |   |

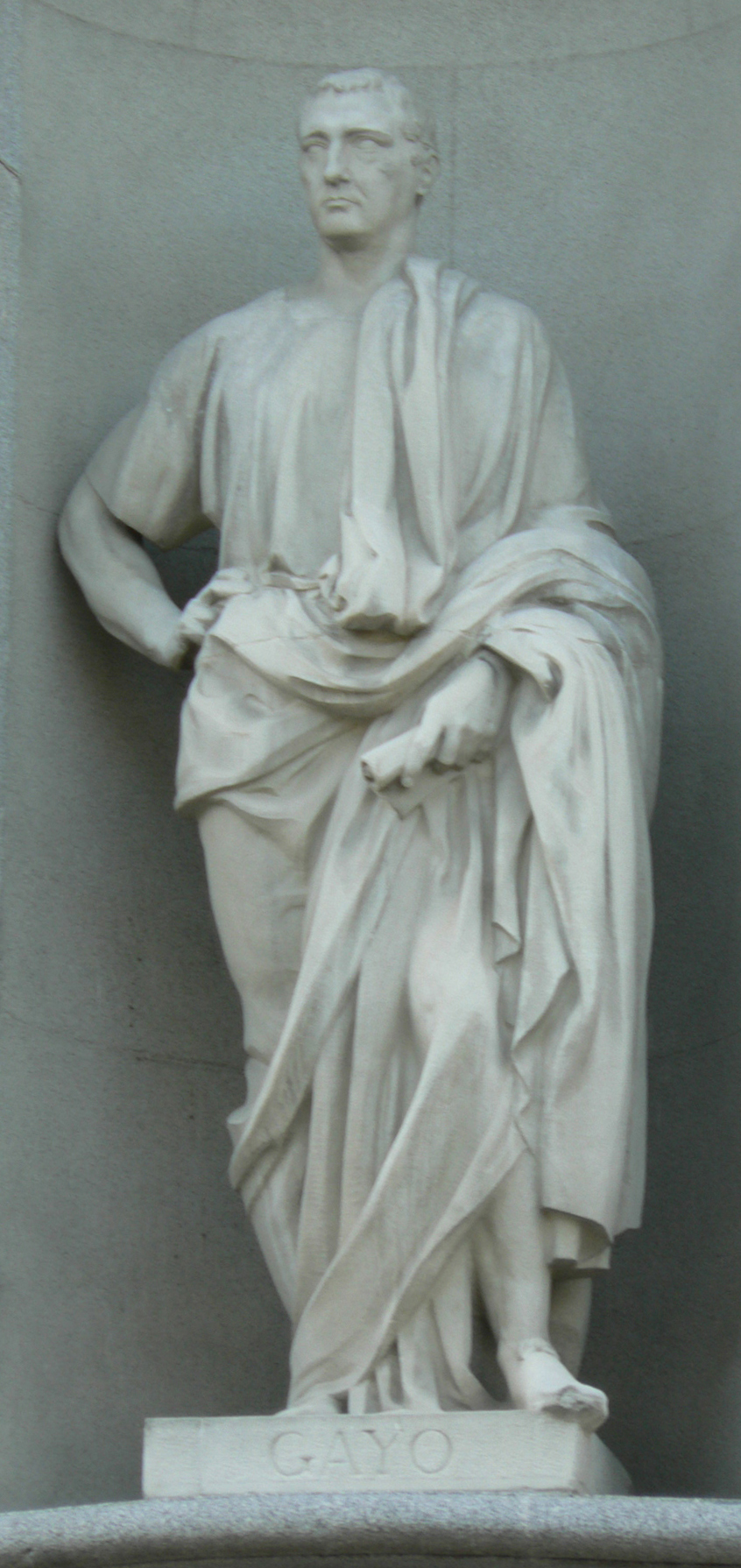
Gaio, jurista romano.

Num sentido amplo, o "direito das gentes":
- Tratava das regras básicas de entendimento do direito público aplicáveis a todas as colónias e províncias romanas com Roma (tratados de paz ou aliança e as regras de guerra), herdança direta do ius fetiale. Não sendo o equivalente ao “ direito internacional ” dos nossos dias, uma vez que não se refere às relações entre Estados, mas continha sem dúvida uma componente supranacional por ser válido para todo os povos.[1]
- Ele regulava as relações jurídicas entre peregrinos, romanos e peregrinos, e posteriormente foi estendido as relações entre romanos e todas as pessoas livres, cidadãos e não cidadãos, essencialmente em assuntos de direito privado e particularmente em direito comercial, sendo evidenciado muitas vezes como direito internacional privado, pela iniciativa do pretor peregrino a partir do III século a.C., mas fruto das necessidades e exigências dos comerciantes principalmente da baçia do mar mediterrâneo.[1]
- Era um conjunto de normas e institutos jurídicos comuns aos vários povos, em base à naturalis ratio. Nessa conceção, o ius gentium abarca tanto o direito público, quanto o direito privado, e evidencia o caráter universal do ius romano. No entanto, embora em alguns aspetos o "direito das gentes" possa coincidir com o direito natural, são dois conceitos diferentes, uma vez que as normas do "direito das gentes",  como a escravatura, não são compatíveis com o direito natural, que por sua vez reconhece direitos humanos que o direito das gentes não contemplava.[1]

## Diferenças de conceitos
Ao longo dos séculos tem havido um afastamento semântico do significado do ius gentium tal como originalmente concebido. Entre os clássicos podemos encontrar que Justiniano em seus “Institutos” o concebeu como dentro do direito privado, juntamente com o direito civil e o direito natural; Cícero o chamou de ius quase civil em "De finibus" e, como Gaio, o equiparou ao ius naturale em "De officiis". Por sua vez, Ulpiano nos “Institutos” distinguiria entre os direitos dos homens e os direitos dos animais, dando a diferenciação entre o ius gentium e o natural. São Tomás de Aquino na “Summa Theologica” distinguirá entre o direito dos seres animados, do homem, da raça humana, os direitos entre as nações e o direito das nações. Assim, devido à tradição escolástica dos teólogos e jurisconsultos dos séculos XVI e XVII, viriam a reconhecer mais tarde o ius gentium como referindo-se exclusivamente ao direito entre os diferentes Estados. Ao contrário da tradição, Hugo Grócio afirma que o direito das gentes existe e tem três fontes: a natureza, a vontade de Deus e o consentimento. Christian Wolff consideraria o direito das nações como o direito civil da civitas maxima, a sociedade das nações, sendo um dos primeiros a apontar o direito das pessoas em detrimento do das nações. Jean Bodin expressa o direito das nações como abrangendo os direitos essenciais do homem, os acordos dos povos no direito internacional e considera-o próximo do que atualmente é chamado de direito humanitário. Bodin justapõe-na às relações voluntárias e confere-lhe o caráter de ordem pública que contém princípios comuns à lei de Deus, diante dos quais os direitos devem se curvar.
O termo ius gentium foi abandonado após Jeremy Bentham ter usado a expressão International Law (Direito Internacional), em sua obra "An Introduction to the Principles of Morals and Legislation".

## Uso do ius gentium
Os chamados peregrini dedicticii, que eram "estrangeiros" ou seja na verdade não cidadãos em territórios conquistados pelos romanos que, por não terem-se rendido incondicionalmente, viam suas leis substituídas pela ius gentium. Classe inferior, eram proibidos de residir em Roma e nos cem quilómetros ao redor e frequentemente deviam pagar um tributo especial. Eles tinham apenas os direitos de casamento entre si ( ius connubii ) e de comércio ( ius commercium ).
Da mesma forma, os peregrinos não podiam ser proprietários através da lei quiritária. No entanto, possuíam propriedades privadas, denominadas "propriedade peregrina", reguladas pelo ius gentium, pelo que tanto os governadores provinciais como o pretor peregrino protegiam essas propriedades através de ações análogas ao abrigo da lei quiritária. Só no tempo do Imperador Caracala a condição de peregrino desaparecerá.